# Diecezja Mananjary
Diecezja Mananjary – diecezja rzymskokatolicka na Madagaskarze, powstała w 1968.

## Biskupi diecezjalni
- Robert Lucien Chapuis MEP (1968–1973)
- François Xavier Tabao Manjarimanana SJ† (1975–1999)
- José Alfredo Caires de Nobrega SCI (od 2000)